# Einar Daníelsson
Einar Þór Daníelsson (ur. 19 stycznia 1970 w Reykjavíku) – islandzki piłkarz występujący na pozycji pomocnika.

## Kariera klubowa
Einar karierę rozpoczynał w 1990 roku w Grindavíkur. W 1992 roku przeszedł do zespołu Reykjavíkur. W 1994 oraz 1995 roku zdobył z nim Puchar Islandii. Na początku 1997 roku został wypożyczony do belgijskiego KAA Gent. Nie rozegra tam jednak żadnego spotkania i po zakończeniu sezonu 1996/1997 wrócił do KR. Pod koniec 1997 roku Einar przeszedł na wypożyczenie do niemieckiego FSV Zwickau, grającego w 2. Bundeslidze. Zadebiutował tam 7 grudnia 1997 w zremisowanym 1:1 meczu z Eintrachtem Frankfurt. W Zwickau grał do końca sezonu 1997/1998.
Następnie powrócił do KR i w 1998 roku wygrał z nim Puchar Ligi Islandzkiej. Następnie przebywał na wypożyczeniach w greckim OFI 1925, angielskim Stoke City oraz norweskim Lillestrøm SK. W czasie pomiędzy wypożyczeniami, w 1999 roku zdobył z KR mistrzostwo Islandii oraz Puchar Islandii. W kolejnych latach wywalczył z nim jeszcze trzy mistrzostwa Islandii (2000, 2002, 2003), Puchar Ligi Islandzkiej (2001) oraz Superpuchar Islandii (2003).
W 2004 roku Einar odszedł do Vestmannaeyja. Potem grał jeszcze w drużynie Grótta, gdzie zakończył karierę.

## Kariera reprezentacyjna
W reprezentacji Islandii Einar zadebiutował 17 października 1993 w przegranym 1:3 towarzyskim meczu z Tunezją. 20 sierpnia 1997 w wygranym 4:0 pojedynku eliminacji Mistrzostw Świata 1998 z Liechtensteinem strzelił swojego jedynego gola w kadrze. W latach 1993–2002 w drużynie narodowej rozegrał łącznie 21 spotkań.